# Schaufling
Schaufling je obec v německé spolkové zemi Bavorsko, v zemském okrese Deggendorf ve vládním obvodu Dolní Bavorsko. V roce 2022 zde žilo 1 525 obyvatel.

## Poloha
Obec leží 8 km na východ od města Deggendorf. Další okolní obce jsou: Lalling (V), Auerbach (JV), Hengersberg (J) a Bischofsmais (S).

Poloha obce na mapě okresu Deggendorf

## Historie

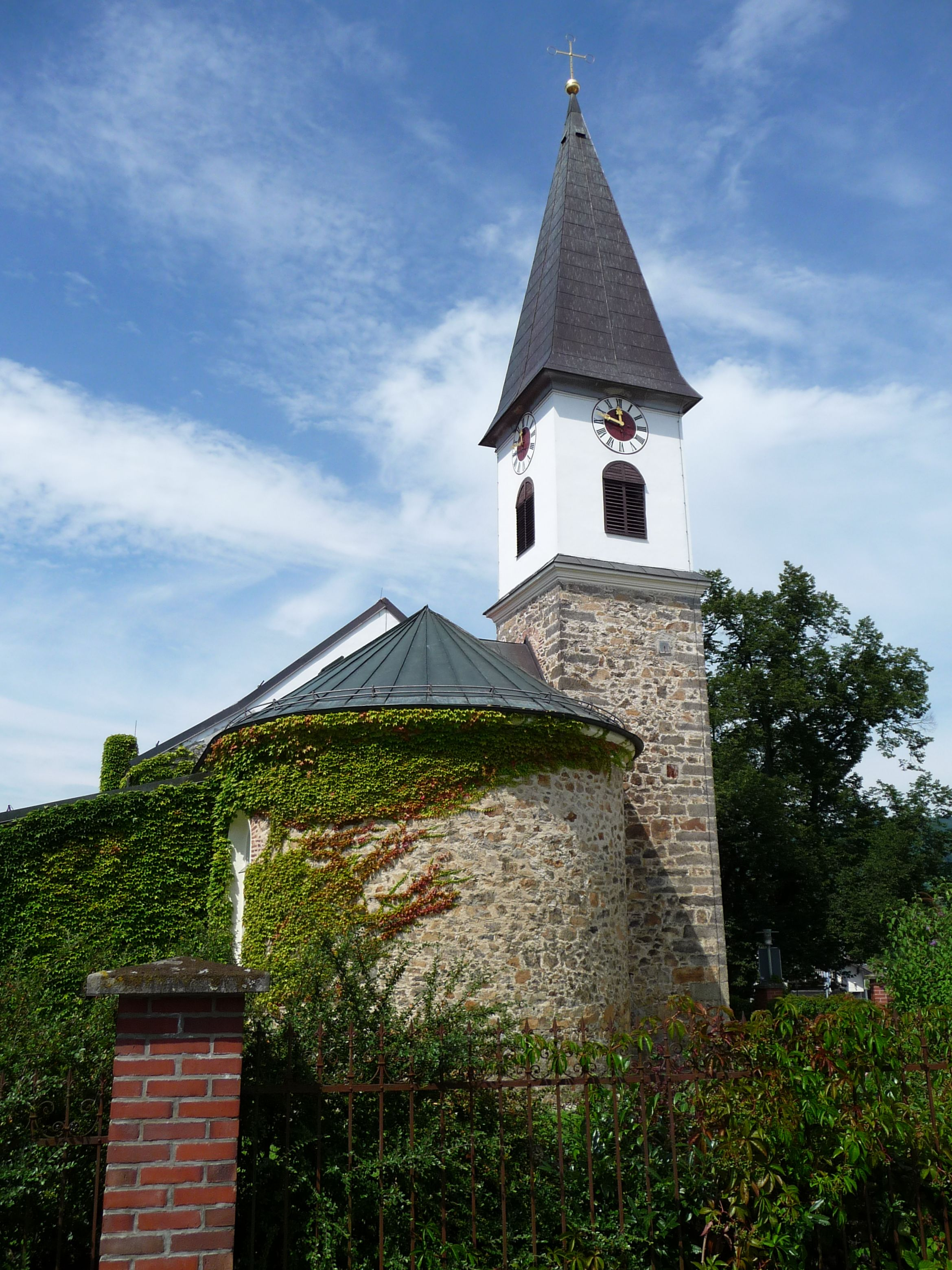
Farní kostel Čtrnácti svatých pomocníků

Schaufling se poprvé objevuje v písemných pramenech v roce 1298. V tomto období byla obec součástí finanční správy ve Straubingu a soudního okresu Hengersberg v rámci Bavorského kurfiřtství. Klášter Niederalteich byl v této oblasti do roku 1803 hlavním pozemkovým vlastníkem.
V důsledku bavorských správních reforem vznikla obec Nadling, která byla podle Obecního ediktu z roku 1818 přejmenována na současný Schaufling v srpnu 1937. Tato změna byla součástí snahy o sjednocení názvů obcí. Následně v rámci územní reformy v Bavorsku došlo k vytvoření současné obce 1. dubna 1971 sloučením původního Schauflingu a severní části bývalé obce Urlading.